# Copa d'Europa de futbol 1973-74
La Copa d'Europa de futbol 1973-74 fou l'edició número dinou en la història de la competició. Es disputà entre l'octubre de 1973 i el maig de 1974, amb la participació inicial de 31 equips de 31 federacions diferents.
La competició fou guanyada pel Bayern Múnic a la final enfront l'Atlètic de Madrid, iniciant el seu regnat de tres campionats consecutius. La final es va haver de repetir després d'empatar a 1 ambdós clubs en el primer partit.

## Primera ronda
| Equip 1                  | Global | Equip 2         | Anada | Tornada |
| ------------------------ | ------ | --------------- | ----- | ------- |
| Viking                   | 1-3    | Spartak Trnava  | 1-2   | 0-1     |
| Zorya Voroshilovgrad     | 3-0    | APOEL           | 2-0   | 1-0     |
| Benfica                  | 2-0    | Olympiacos      | 1-0   | 1-0     |
| Waterford United         | 2-6    | Újpesti Dózsa   | 2-3   | 0-3     |
| Bayern Múnic             | 4-4¹   | Åtvidaberg      | 3-1   | 1-3     |
| Dynamo Dresden           | 4-3    | Juventus        | 2-0   | 2-3     |
| Ajax                     | Bye    | -               | -     | -       |
| CSKA Septemvrijsko Zname | 4-0    | Wacker          | 3-0   | 1-0     |
| Club Brugge              | 10-0   | Floriana        | 8-0   | 2-0     |
| FC Basel                 | 11-2   | Fram            | 5-0   | 6-2     |
| TPS                      | 1-9    | Celtic          | 1-6   | 0-3     |
| Vejle                    | 3-2    | Nantes          | 2-2   | 1-0     |
| Estrella Roja de Belgrad | 3-1    | Stal Mielec     | 2-1   | 1-0     |
| Jeunesse Esch            | 1-3    | Liverpool       | 1-1   | 0-2     |
| Crusaders                | 0-12   | Dinamo Bucarest | 0-1   | 0-11    |
| Atlético de Madrid       | 1-0    | Galatasaray     | 0-0   | 1-0     |

¹ Bayern Múnic passà a la segona ronda en guanyar 4-3 en el llançament de penals.

## Segona ronda
| Equip 1                  | Global | Equip 2                  | Anada | Tornada |
| ------------------------ | ------ | ------------------------ | ----- | ------- |
| Spartak Trnava           | 1-0    | Zorya Voroshilovgrad     | 0-0   | 1-0     |
| Benfica                  | 1-3    | Újpesti Dózsa            | 1-1   | 0-2     |
| Bayern Múnic             | 7-6    | Dynamo Dresden           | 4-3   | 3-3     |
| Ajax                     | 1-2    | CSKA Septemvrijsko Zname | 1-0   | 0-2     |
| Club Brugge              | 6-7    | FC Basel                 | 2-1   | 4-6     |
| Celtic                   | 1-0    | Vejle                    | 0-0   | 1-0     |
| Estrella Roja de Belgrad | 4-2    | Liverpool                | 2-1   | 2-1     |
| Dinamo Bucarest          | 2-4    | Atlético de Madrid       | 0-2   | 2-2     |

## Quarts de final
| Equip 1                  | Global | Equip 2                  | Anada | Tornada |
| ------------------------ | ------ | ------------------------ | ----- | ------- |
| Spartak Trnava           | 2-2¹   | Újpesti Dózsa            | 1-1   | 1-1     |
| Bayern Múnic             | 5-3    | CSKA Septemvrijsko Zname | 4-1   | 1-2     |
| FC Basel                 | 5-6    | Celtic                   | 3-2   | 2-4     |
| Estrella Roja de Belgrad | 0-2    | Atlético de Madrid       | 0-2   | 0-0     |

¹ Újpest passà a Semifinals en guanyar 4-3 en el llançament de penals.

## Semifinals
| Equip 1       | Global | Equip 2            | Anada | Tornada |
| ------------- | ------ | ------------------ | ----- | ------- |
| Újpesti Dózsa | 1-4    | Bayern Múnic       | 1-1   | 0-3     |
| Celtic        | 0-2    | Atlético de Madrid | 0-0   | 0-2     |

## Final
| FC Bayern Múnic    | 1-1 | Atlètic de Madrid |
| ------------------ | --- | ----------------- |
| Schwarzenbeck 119' |     | Aragonés 114'     |

## Final (repetició)
| FC Bayern Múnic                 | 4-0 | Atlètic de Madrid |
| ------------------------------- | --- | ----------------- |
| Hoeneß 38' 83' · Müller 58' 71' |     |                   |

| Guanyador de la Copa d'Europa 1973-74 |
| ------------------------------------- |
| FC Bayern Múnic Primer títol          |